# Kakheti Telavi
Maillots
Dernière mise à jour : 11 février 2012.
Le Football Club Kakheti Telavi (en géorgien : საფეხბურთო კლუბი კახეთი თელავი), plus couramment abrégé en Kakheti Telavi, est un ancien club géorgien de football fondé en 1936 et disparu en 2014, et basé dans la ville de Telavi.

## Histoire
Le club évolue à sept reprises en première division, lors des saisons 1992-1993, 1993-1994, 1994-1995, 1995-1996, 1996-1997, 2005-2006, et enfin 2006-2007.
Il réalise sa meilleure performance lors de la saison 1992-1993, où il se classe 8e du championnat, avec 14 victoires, 3 nuls et 15 défaites.

### Palmarès
| Compétitions nationales                                             |
| ------------------------------------------------------------------- |
| - Championnat de Géorgie D2 : - Vice-champion : 1990-91 et 1991-92. |

## Personnalités du club

### Présidents du club
- Gocha Mamatsashvili

### Entraîneurs du club
- Denys Khomutov